# (1259) Одьялла
(1259) Одьялла (венг. Ógyalla) — астероид главного пояса, который был открыт 29 января 1933 года немецким астрономом Карлом Рейнмутом в обсерватории Хайдельберг в Германии. Астероид назван в честь астрономической, метеорологической и сейсмологической обсерватории в бывшем венгерском (ныне словацком) городе Одьялла (Гурбаново).

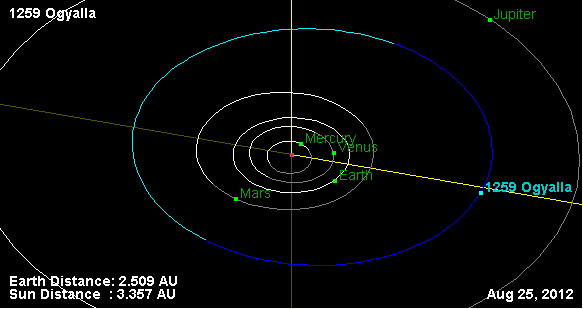
Орбита астероида Одьялла и его положение в Солнечной системе